# جوان كارتر
جوان كارتر (بالإنجليزية: Joan Carter) هي مسيرة أعمال أمريكية، ولدت في 2 يوليو 1943 في بيتسبرغ في الولايات المتحدة.

## وصلات خارجية
- جوان كارتر على موقع IMDb (الإنجليزية)